# Oskar Klein

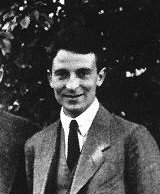
Oskar Klein

Oskar Benjamin Klein (Mörby, 15 september 1894 – Stockholm, 5 februari 1977) was een Zweeds theoretische natuurkundige.
Klein werd geboren in de gemeente Danderyd buiten Stockholm als zoon van de hoofdrabbijn van Stockholm, Dr. Gottlieb Klein en Antonie (Toni) Levy. Op jonge leeftijd was hij een leerling van Svante Arrhenius aan het Nobel-instituut.
Klein wordt gecrediteerd met het idee, een onderdeel van de kaluza-klein-theorie, dat extra dimensies in werkelijkheid echt kunnen bestaan, maar dat deze extra dimensies opgerold en zeer klein en daarom onzichtbaar zijn, een idee van essentieel belang voor de snaartheorie en de M-theorie.